# Monte Zeda
De Monte Zeda is een 2156 meter hoge berg in de Lepontische Alpen. De berg ligt in de noordwestelijke Italiaanse regio Piëmont (provincie Verbania). De berg ligt in het Nationaal Park Val Grande en is hier na de Monte Togano (2301 m) en Monte Laurasca (2193 m) de hoogste top.
De berg laat zich het gemakkelijkst beklimmen vanaf de Passo Folungo die ten oosten van de Monte Zeda ligt. Vanaf dit punt gaat een goed onderhouden pad over de bergkam omhoog naar de top. De wandeling omhoog duurt ongeveer 2½ uur. Vanaf de top heeft men uitzicht op het Lago Maggiore, de bergen op de grens met het Zwitserse Ticino en de Walliser Alpen met Monte Rosa en Matterhorn.